# Frank Luntz

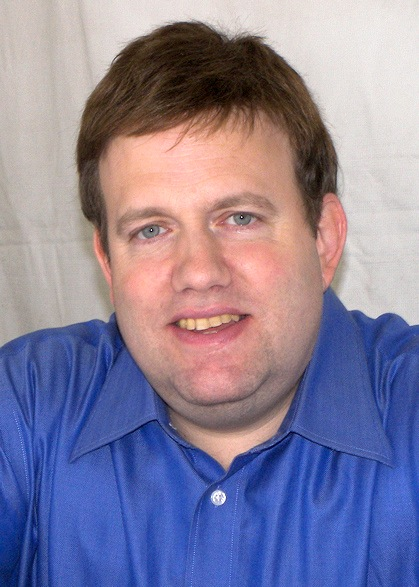
Frank Luntz, 2009

Frank Luntz (* 23. Februar 1962 in West Hartford) ist ein amerikanischer Meinungsforscher und politischer Berater der Republikaner. Einer großen Öffentlichkeit bekannt wurde er insbesondere durch ein Memo, in dem er eine detaillierte Strategie entwickelte, wie die Republikaner die wissenschaftlichen Erkenntnisse zur menschengemachten globalen Erwärmung bestreiten sollten. 2019 gab er im US-Senat zu, bei seinen zum Klimawandel getätigten Aussagen falsch gelegen zu haben, und forderte die Politiker auf, seinen damals gegebenen Ratschlag nicht mehr zu beherzigen. 

## Leben
Frank Luntz erwarb zunächst an der University of Pennsylvania einen Bachelor of Arts in Geschichte und Politikwissenschaft und anschließend einen Doktorgrad in Politikwissenschaften an der Oxford University. Luntz ist als führender Meinungsforscher und Berater verschiedener konservativer und republikanischer Kandidaten (vor allem Newt Gingrich, Rudy Giuliani, Michael Bloomberg, Silvio Berlusconi, die britischen Tories, Ross Perot, Pat Buchanan und George W. Bush) sowie großer Konzerne bekannt. 1992 gründete er die Luntz Research Companies.
Er arbeitet vorwiegend mit Fokusgruppen, um politische Themen zu entdecken, die Reaktionen der Bürger einzuschätzen und für Wirtschaft und Politik griffige Botschaften zu entwerfen. Ein Schwerpunkt seiner Arbeit ist die Herausarbeitung diskursiver Taktiken. So fand er heraus, dass „tax relief“ (engl. Steuererleichterung) besser ankommt als „tax cuts“ (engl. Steuersenkungen). Im Auftrag der Republikaner entwickelte er auch die Strategie, die geplante erhebliche Verkleinerung der Medicare um 270 Mrd. $ als Rettung der Medicare („save Medicare“) darzustellen.
Er arbeitete unter anderem auch für Gebrüder Koch, für die er Diskussionsstrategien entwarf, und war der Ideengeber, der der republikanischen Partei empfahl, die Erbschaftssteuer zur "Todessteuer" umzudeuten. Zudem soll er es gewesen sein, der die Regierung Trump überzeugte, von "Grenzsicherheit" zu sprechen, um Unterstützung für die Mauerbaupläne von Donald Trump zu gewinnen.

## Leugnung des Klimawandels
Luntz ist bekannt für ein internes Memo aus dem Jahr 2002, in dem er die Strategie der organisierten Leugnung des menschengemachten Klimawandels auf den Punkt brachte. In dieser internen Strategieanweisung der republikanischen Partei, die später durch ein Leak öffentlich bekannt wurde, warnte er die republikanische Partei davor, dass sie die Debatte um Umweltfragen nahezu verloren hätte. Anschließend riet er ihr, die Anstrengungen zu intensivieren, den wissenschaftlichen Konsens bezüglich der globalen Erwärmung zu leugnen:

„The scientific debate is closing [against those who deny the reality of climate change] but not yet closed. There is still a window of opportunity to challenge the science. [...] Voters believe that there is no consensus about global warming within the scientific community. Should the public come to believe that the scientific issues are settled, their views about global warming will change accordingly.“

 Frank Luntz 2002:

„Die wissenschaftliche Debatte schließt sich [gegenüber denjenigen, die die Realität des Klimawandels leugnen], aber sie ist noch nicht geschlossen. Es gibt noch eine Chance, die Wissenschaft in Frage zu stellen. [...] Die Wähler glauben, dass es innerhalb der wissenschaftlichen Gemeinschaft keinen Konsens über die globale Erwärmung gibt. Sollte die Öffentlichkeit zu der Ansicht kommen, dass die wissenschaftlichen Fragen geklärt sind, dann werden sich ihre Ansichten bezüglich der globalen Erwärmung entsprechend ändern.“

Er empfahl daher, gezielt auf Unsicherheiten in der wissenschaftlichen Forschung hinzuweisen.

„Continue to make the lack of scientific certainty a primary issue in the debate [...]. emphasize the importance of 'acting only with all the facts [...] The most important principle is your commitment to sound science“

 Frank Luntz 2002:

„Fahrt damit fort, das Fehlen wissenschaftlicher Sicherheit zum Kernaspekt in der Debatte zu machen [...] betont die Wichtigkeit, erst dann zu handeln, wenn alle Fakten [bekannt sind]. [...] Das wichtigste Prinzip ist euer Bekenntnis zu solider Wissenschaft“

Der Begriff "Sound science" ist tatsächlich ein von vielen Leugnerorganisationen benutztes Codeword, das Objektivität suggerieren soll, tatsächlich aber zumeist für antiwissenschaftliche Zwecke missbraucht wird. Kernmotiv dieses Argumentationsmusters ist, dass wissenschaftliche Erkenntnisse erst dann von Relevanz für die Politik sein können, wenn sie absolute Sicherheit liefern können. Eine solche Annahme steht im diametralen Widerspruch zu der tatsächlichen Arbeitsweise wissenschaftlicher Forschung.
Luntz empfahl ebenso, den Begriff "Klimawandel" anstelle von "Globaler Erwärmung" zu nutzen, da Klimawandel harmloser klinge als globale Erwärmung. Während "globale Erwärmung" in seinen Nebenbedeutungen auf etwas Katastrophales hindeute, würde Klimawandel eher auf "eine besser zu kontrollierende und weniger emotionale Herausforderung" hindeuten.
2019 gab er in einer Anhörung vor dem US-Senat zu, dass er bei seinen zum Klimawandel getätigten Aussagen falsch gelegen habe, und forderte die Politiker auf, seinen damals gegebenen Ratschlag nicht mehr zu beherzigen. Er versprach auch den Demokraten im Klimakomitee zu helfen, sofern sie überparteiisch vorgingen und damit keine Parteipolitik betrieben.

## Werke
- Candidates, Consultants, and Campaigns: The Style and Substance of American Electioneering,  New York: Blackwell, 1988.
- Words That Work: It's Not What You Say, It's What People Hear, New York: Hyperion, 2007.
- ,What Americans Really Want...Really, New York: Hyperion, 2009.
- The Israel Project’s 2009 GLOBAL LANGUAGE DICTIONARY, zweite Ausgabe (nach 2003)[11]
- Win: The Key Principles to Take Your Business from Ordinary to Extraordinary, New York: Hyperion, 2011.